# All star-matcher i svensk ishockey
All star-matcher i svensk ishockey har i modern form spelats på försök, men inte blivit lika vanliga som i Nordamerika eller 1950- och 60-talens svenska pressmatcher.

## Matcher
- 17 november 1997: Sverige-European All Stars 1-2 (Globen)[1]
- 23 januari 2000: Syd-Nord 13-9 (Globen)[2]
- 28 januari 2001: Nord-Syd 5-4 (Globen)[3]
- 27 januari 2002: Syd-Nord 10-3 (Globen)[4]
- 6 januari 2003: Luleå HF-All Star-lag 5-5 (Coop Arena)[5]

### Fotnoter
1. ↑  ”Dalarnas Tidningar”. 17 november 1997. http://arkiv.daltid.se/show_article_frame.php?NSstring=%2Fsearch%3FNS-search-page%3Ddocument%26NS-rel-doc-name%3D%2F1997%2F11%2F19971117%2FFK-19971117-4116.htm%26NS-query%3D%28*%29%2520and%2520%28%28edition%253Ccontains%253EFK%29%2520OR%2520%28edition%253Ccontains%253EFBN%29%29%26NS-search-type%3DNS-boolean-query%26NS-collection%3D1997%26NS-docs-matched%3D20%26NS-doc-number%3D4106. Läst 11 oktober 2011 (leder ej längre rätt).[död länk]
2. ↑  ”Kung av Glooben”. Aftonbladet. 24 januari 2000. http://wwwc.aftonbladet.se/sport/0001/24/loob.html. Läst 21 december 2012.
3. ↑  ”Magnus Wernblom bäste spelare i Allstar matchen!”. Modo HK. 28 januari 2001. http://www.modohockey.se/artikel/7901/. Läst 21 december 2012.
4. ↑  ”Sömnigt i Globen”. Aftonbladet. 28 januari 2002. http://www.aftonbladet.se/sportbladet/hockey/sverige/elitserien/article10255797.ab. Läst 21 december 2012.
5. ↑  ”Hockey: Lekfullt när Luleå mötte All Star-laget”. Aftonbladet. 6 januari 2003. Arkiverad från originalet den 15 juli 2014. https://web.archive.org/web/20140715223944/http://www.expressen.se/sport/hockey/hockey-lekfullt-nar-lulea-motte-all-star-laget/. Läst 21 december 2012.